# Parafia Najświętszej Maryi Panny Różańcowej i św. Franciszka z Asyżu w Górze Włodowskiej i Zdowie
Parafia Najświętszej Maryi Panny Różańcowej i św. Franciszka z Asyżu w Górze Włodowskiej i Zdowie – parafia rzymskokatolicka w Górze Włodowskiej i Zdowie.

## Historia
Nazwę miejscowości Zdów w zlatynizowanej staropolskiej formie Zdow wymienia w latach (1470–1480) Jan Długosz w księdze Liber beneficiorum dioecesis Cracoviensis. Kościół w Zdowie wznieśli mieszkańcy w latach 50. XX wieku. Samodzielne duszpasterstwo w Górze Włodowskiej ustanowione zostało w 1987, po erygowaniu parafii w 1989 konsekracji nowego Kościoła pw. św. Franciszka z Asyżu dokonał abp Stanisław Nowak 26 września 1999. Parafia powstała po wydzieleniu z Parafii św. Bartłomieja Apostoła we Włodowicach. Należy do Dekanatu Zawiercie – NMP Królowej Polski archidiecezji częstochowskiej.
Do parafii należą wierni z miejscowości: Góra Włodowska i Zdów.

## Proboszczowie
- ks. Ryszard Marciniak (1987–2002)
- ks. Dariusz Zając (2002–2010)
- ks. Józef Ogorzały (2010–2013)
- ks. Roman Dziembowski (od 2013)

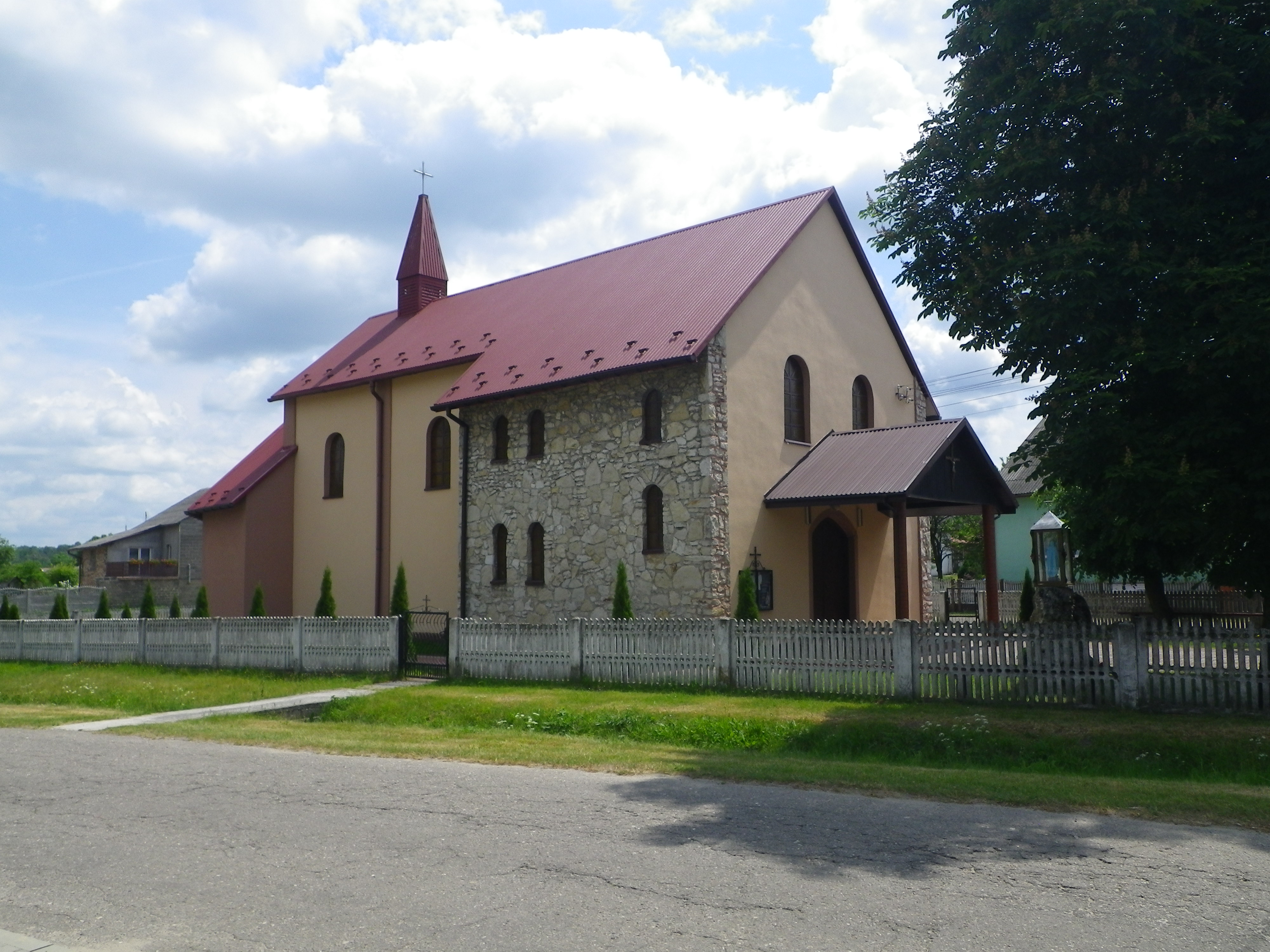
Kaplica w Zdowie
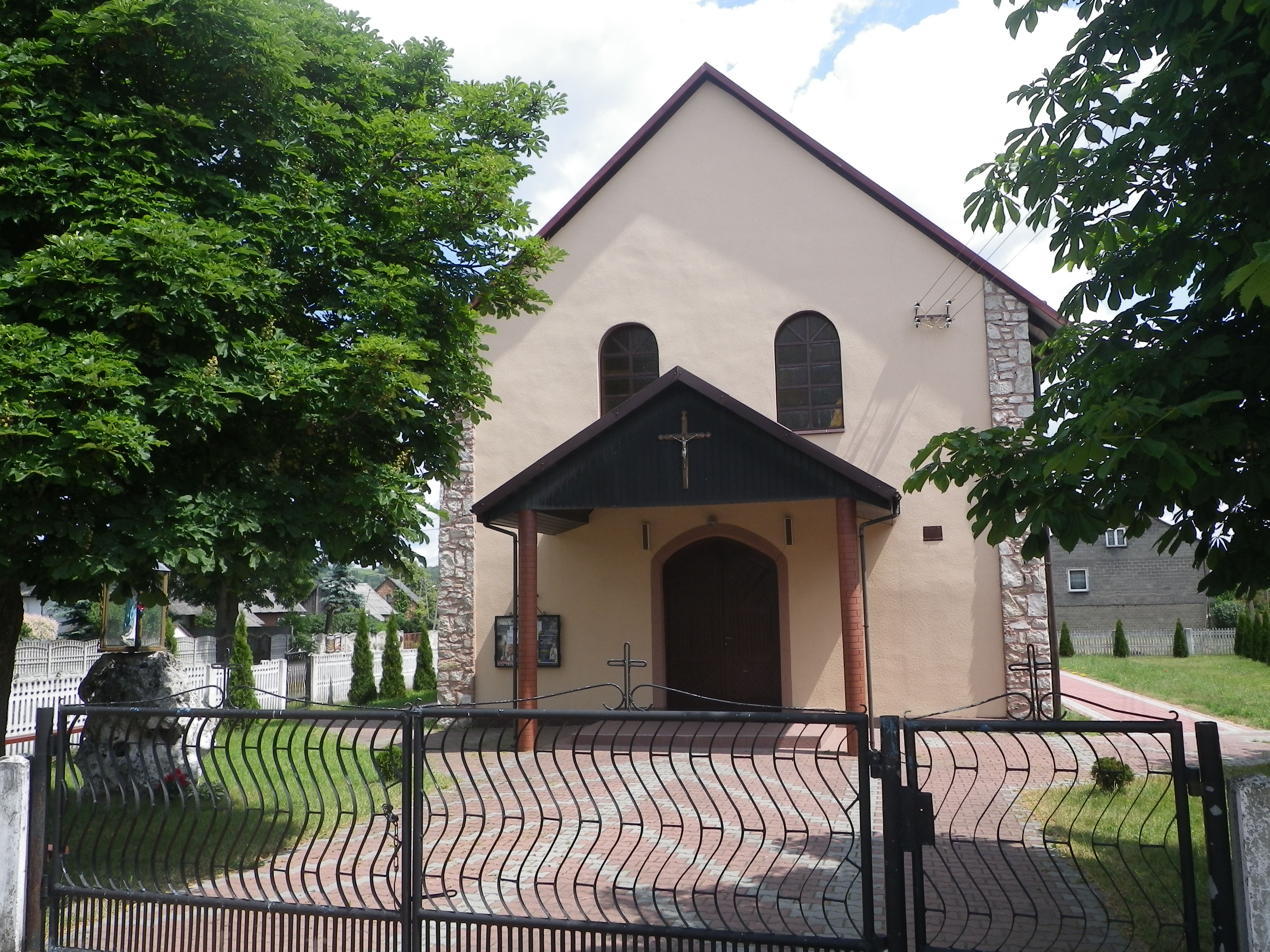
Kaplica w Zdowie
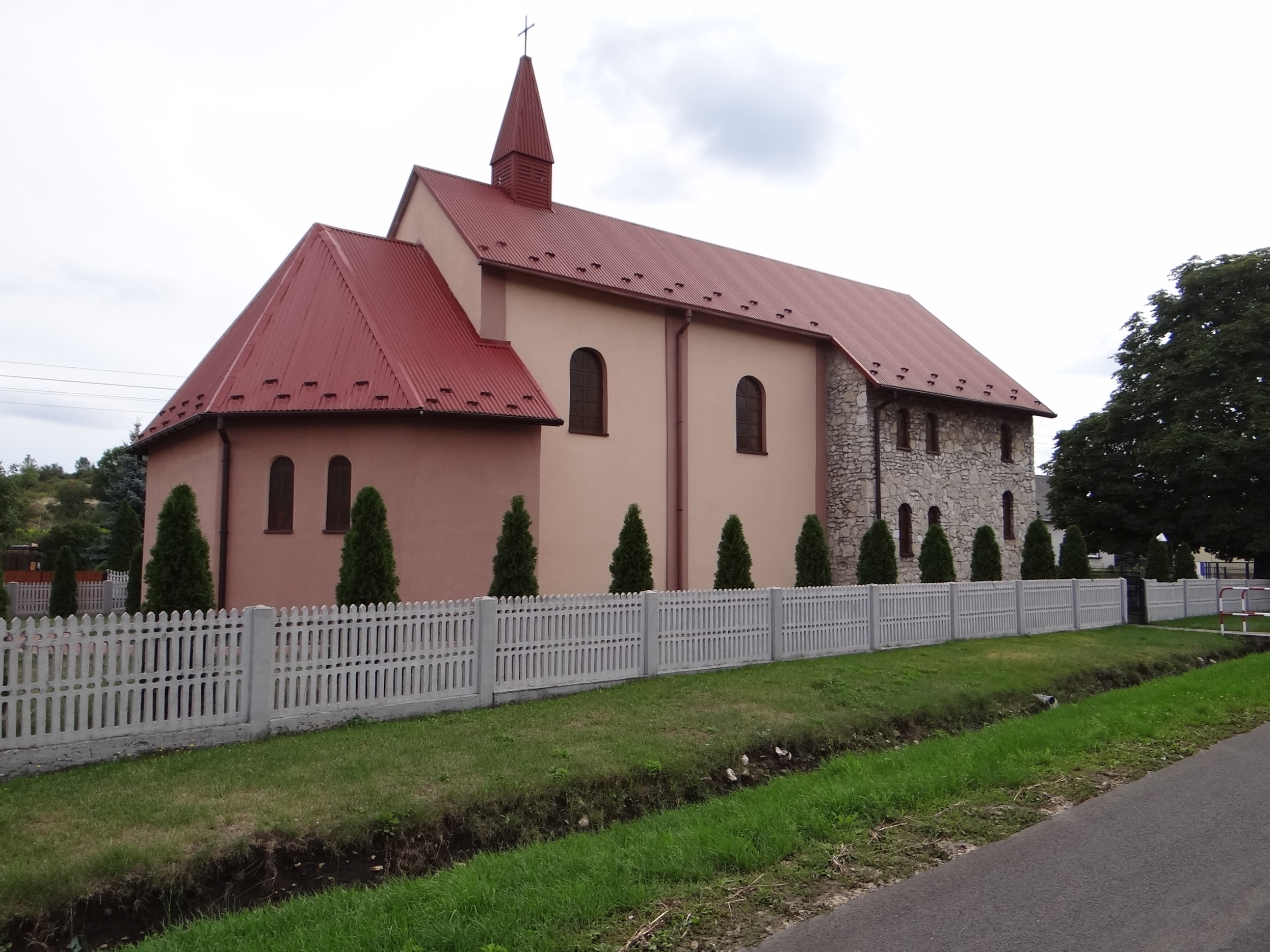